# لوك دوفي (لاعب دوري الرغبي)
لوك دوفي (بالإنجليزية: Luke Duffy)‏ هو لاعب دوري الرغبي أسترالي، ولد في 21 يناير 1980.